# 239071 Penghu
239071 Penghu este un asteroid din centura principală de asteroizi.

## Descriere
239071 Penghu este un asteroid din centura principală de asteroizi. A fost descoperit pe 1 aprilie 2006 la Observatorul Lulin de Hong Qin Lin și Ye Quan-Zhi. Asteroidul prezintă o orbită caracterizată de o semiaxă mare de 2,42 ua, o excentricitate de 0,08 și o înclinație de 5,1° în raport cu ecliptica.